# Nordviks kommun
Nordviks kommun (norska: Nordvik kommune) var en kommun i Nordland fylke i norra Norge. Kommunen omfattade den mellersta delen av nuvarande Dønna kommun.

## Administrativ historik
Nordviks kommun upprättades den 1 juli 1917 genom utbrytning ur Herøy kommun. Kommunen hade 1 530 invånare vid upprättandet.
Den 1 januari 1962 gick Nordviks kommun upp i Dønna kommun. Kommunens hade då 1 293 invånare.